# Theuma tragardhi
Theuma tragardhi là một loài nhện trong họ Gnaphosidae.
Loài này thuộc chi Theuma. Theuma tragardhi được George Newbold Lawrence miêu tả năm 1947.